# Sempati Air
La Sempati Air è stata una compagnia aerea con base nella città di Giacarta, in Indonesia. Fondata il 16 dicembre 1968, ha cominciato la sua attività nel marzo 1969. Ha chiuso per fallimento nel maggio 1998. Il suo codice IATA è stato poi assegnato alla SpiceJet.

## Flotta
| Tipo                    | Numero              |
| Airbus A300B4-203       | 4                   |
| Boeing 707-320          | 2                   |
| Boeing 737-281          | 6                   |
| Boeing 767-300          | 2                   |
| Douglas DC-3            |                     |
| Fokker F100             | 7 (passate alla TAM |
| Fokker F70              | 2                   |
| Fokker F27 "Friendship" | 4                   |

## Incidenti
- Nel 1990, il Fokker F27, registrato come PK-JFF si è schiantato su Surabaya mentre veniva usato come volo di prova. Non trasportava passeggeri
- Nel 1994, il Fokker F27, si blocca su Bandung, vicino al Sulaiman Airfield. L'aereo ha perso stabilità dopo il decollo dall'Aeroporto Husein Sastranegara.
- Il 16 gennaio 1995 il Boeing 737-200, registrato come PK-JHF con Nodename "Pink Rose" ha sperimentato un pattino sulla pista dell'Aeroporto di Adisucipto. Non ci sono state vittime in questo incidente, anche se l'aereo è stato demolito.